# Oksana Dovhaljoek
Oksana Ivanivna Dovhaljoek (Oekraïens: Оксана Іванівна Довгалюк) (Kiev, 13 augustus 1971) is een Oekraïense basketbalspeelster die uitkwam voor het nationale team van Oekraïne.

## Carrière
Dovhaljoek speelde haar hele carrière bij Dynamo Kiev. Met Dynamo won ze het laatste Landskampioenschap van de Sovjet-Unie in 1991. In 1992 won ze met Dynamo het Landskampioenschap van het GOS. In 1992 verloor ze met Dynamo de finale om de EuroLeague Women van Dorna Godella Valencia uit Spanje met 56-66. Ze won met Dynamo vijf keer het Landskampioenschap van Oekraïne in 1992, 1993, 1994, 1995 en 1996.
Met Oekraïne speelde Dovhaljoek op het Europees Kampioenschap van 1995. Ze won de gouden medaille. Ook speelde ze met Oekraïne op de Olympische Zomerspelen in 1996 waar ze als vierde eindigde.

## Erelijst
- Landskampioen Sovjet-Unie: 1
  - Winnaar: 1991
- Landskampioen GOS: 1
  - Winnaar: 1992
- Landskampioen Oekraïne: 5
  - Winnaar: 1992, 1993, 1994, 1995, 1996
- EuroLeague Women:
  - Runner-up: 1992
- Europees Kampioenschap: 1
  - Goud: 1995